# Opération polonaise du NKVD
L'opération polonaise du NKVD en 1937-1938 est une opération de nettoyage ethnique de masse anti-polonaise du NKVD menée en Union soviétique contre les Polonais (étiquetés par les Soviétiques comme « agents ») pendant la période de la Grande Purge. Il a été ordonné par le Politburo du Parti communiste contre les prétendus « espions polonais » et habituellement interprété par les responsables du NKVD comme concernant « absolument tous les Polonais ». Elle a abouti à la condamnation de 139 835 personnes et à l'exécution sommaire de 111 091 Polonais vivant en Union soviétique ou à proximité,. L'opération a été mise en œuvre conformément à l'ordre opérationnel no 00485 du NKVD signé par Nikolaï Iejov. La majorité des victimes étaient d'origine polonaise, certaines appartenant à divers groupes minoritaires de la région du Kresy, par exemple les Ruthènes ; ces groupes dans la vision du monde soviétique possédaient un élément de la culture ou de l'héritage polonais, et étaient donc aussi « polonais ». Les autres étaient « soupçonnés » d'être Polonais, sans autre enquête, ou classés comme ayant peut-être des tendances pro-polonaises. Afin d'accélérer le processus, le personnel du NKVD a examiné les annuaires téléphoniques locaux et arrêté des personnes portant des noms à consonance polonaise.
L'opération polonaise était la plus grande action de fusillade ethnique et de déportation au cours de la grande purge des meurtres politiques en Union soviétique, orchestrée par Nikolaï Iejov,. C'est aussi le plus important assassinat de masse de Polonais de l'histoire en dehors de tout conflit armé.

## Ordre opérationnelno00485du NKVD
L'ordre opérationnel no 00485 du NKVD, intitulé « Sur la liquidation des groupes de diversion et d'espionnage polonais et des unités de prisonniers de guerre », est approuvée le 9 août 1937 par le Politburo,, et signée par Nikolaï Iejov le 11 août 1937. Elle est distribuée aux subdivisions locales du NKVD en même temps que la « lettre secrète » de trente pages de Iejov expliquant en quoi consistait l'« opération polonaise ». La lettre de Iejov était intitulée « Sur les activités fascistes-résurrectionnistes, d'espionnage, de diversion, de défaitisme et de terrorisme des services de renseignement polonais en URSS». Joseph Staline approuvait l'opération en disant « Très bien ! Déterrez et purgez également cette boue d'espionnage polonaise à l'avenir. Détruisez-le dans l'intérêt de l'URSS».

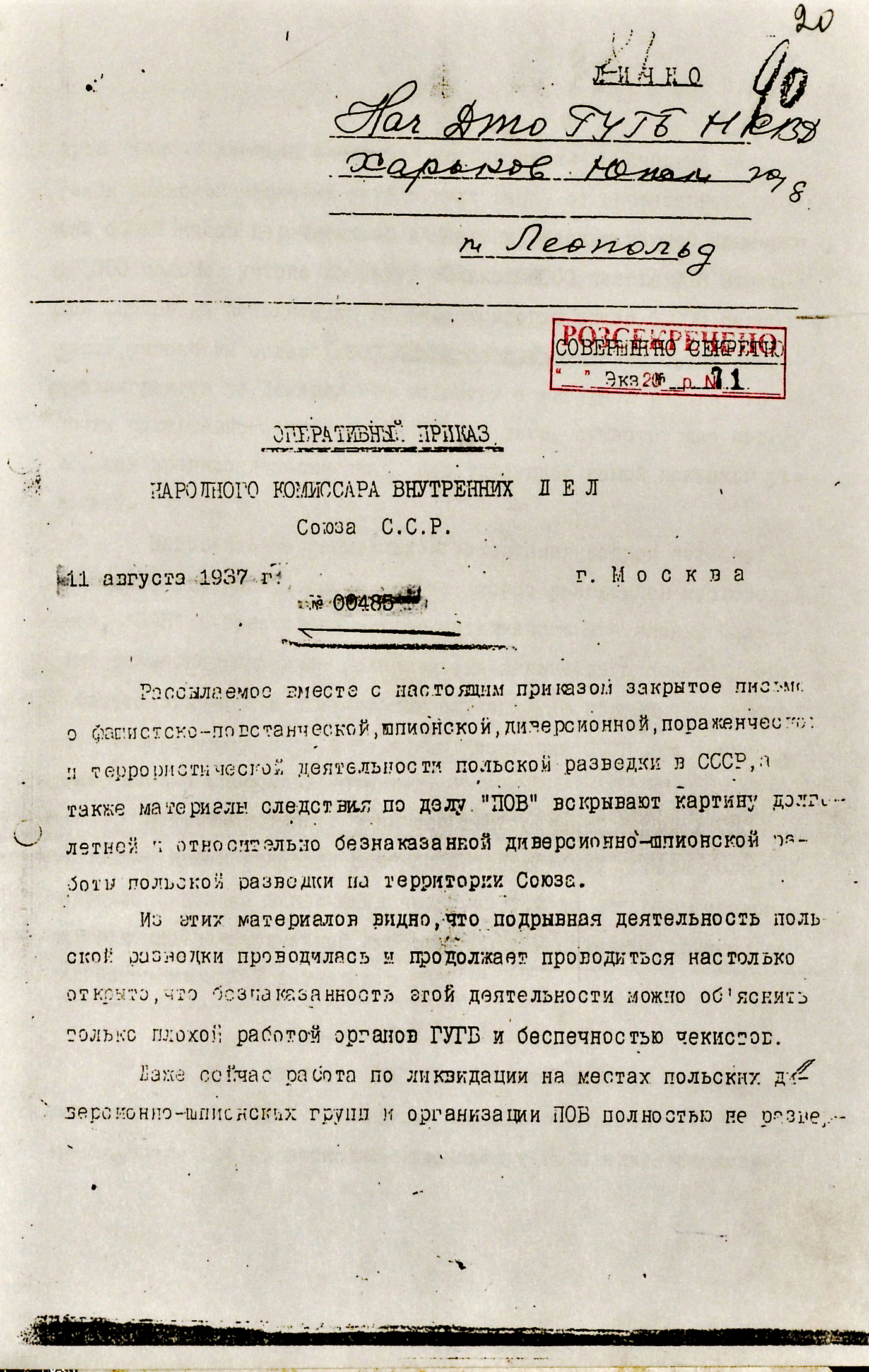
Première page d'un des exemplaires de l'Ordre opérationnel no 00485, archivé par la branche de Kharkov du NKVD.

L'« Ordre » adopte la procédure simplifiée dite « de l'album » (comme appelé dans les cercles du NKVD). Les longues listes de Polonais condamnés par un organe inférieur du NKVD (appelé dvoika, une équipe de deux hommes) lors des premières réunions ont ensuite été rassemblées dans des « albums » et envoyées aux bureaux d'échelon intermédiaire du NKVD pour un tampon d'approbation par une troïka (une équipe de trois hommes ; un responsable communiste, un dirigeant du NKVD et un procureur du parti). Les Polonais sont le premier grand groupe de population soviétique à être condamné de cette manière. Après l'approbation de l'ensemble de « l'album », les exécutions sont appliquées immédiatement. Cette procédure sera également utilisée plus tard dans d'autres opérations de masse du NKVD.
L'« opération polonaise » est la deuxième d'une série d'opérations nationales du NKVD menées par l'Union soviétique contre des groupes ethniques dont les Lettons, les Finnois, les Allemands et les Roumains, sur la base d'une théorie de l'ennemi intérieur (c'est-à-dire la cinquième colonne), étiqueté comme « l'environnement capitaliste hostile » résidant le long de ses frontières occidentales. De l'avis de l'historien Timothy Snyder, cette justification fabriquée n'était destinée qu'à couvrir la campagne de meurtres de masse sanctionnée par l'État visant à éradiquer les Polonais en tant que groupe minoritaire national (et linguistique). Une autre cause possible, selon Snyder, pourrait provenir de la nécessité d'expliquer l'Holodomor, la famine de fabrication soviétique en Ukraine, qui nécessitait un bouc émissaire politique. Un haut responsable soviétique, Vsevolod Balitsky, a choisi l'Organisation militaire polonaise qui a été dissoute en 1921. Selon le NKVD, l'Organisation a continué d'exister. Certains Polonais soviétiques ont été torturés pour avouer son existence et dénoncer d'autres individus comme des espions. Pendant ce temps, l'Internationale communiste a aidé en revisitant ses dossiers à la recherche de membres polonais, produisant une autre source abondante de preuves inventées.

## Cibles de l'opération

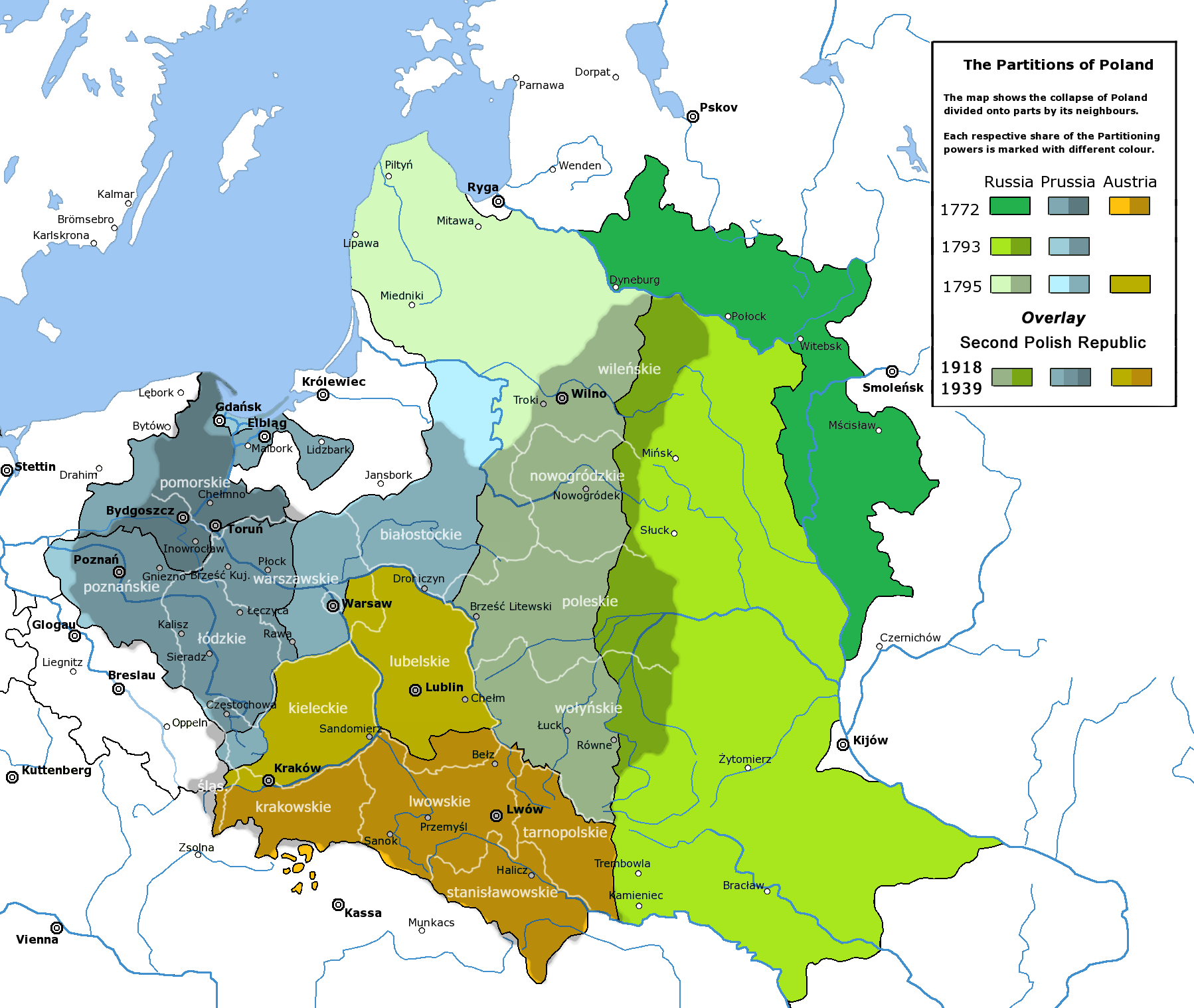
Frontière de la Deuxième République polonaise sur la carte des partitions de la Pologne. La plupart des territoires annexés par l'Empire russe en 1793 (dans les tons de vert) sont restés en Union soviétique après la révolution d'Octobre 1917.

L'opération s'est déroulée approximativement du 25 août 1937 au 15 novembre 1938. Le groupe le plus important de personnes d'origine polonaise, environ 40 % de toutes les victimes, venait d'Ukraine soviétique, en particulier des districts proches de la frontière avec la Pologne. Parmi eux se trouvaient des dizaines de milliers de paysans, cheminots, ouvriers industriels, ingénieurs et autres. 17% des victimes supplémentaires venaient de Biélorussie soviétique. Le reste provenait des environs de la Sibérie occidentale et du Kazakhstan, où vivaient des Polonais depuis les partages de la Pologne, ainsi que du sud de l'Oural, du nord du Caucase et du reste de la Sibérie, y compris l'Extrême-Orient.
Les catégories de personnes suivantes ont été arrêtées par le NKVD au cours de son opération polonaise, comme décrit dans les documents soviétiques :
1. Membres « actifs » de la minorité polonaise en Union soviétique (pratiquement tous les Polonais[1],[2]).
2. Tous les immigrés de la Seconde République polonaise.
3. Réfugiés politiques de Pologne (pour la plupart membres du Parti communiste de Pologne ).
4. Anciens et actuels membres du Parti socialiste polonais et d'autres partis politiques polonais non communistes.
5. Tous les prisonniers de guerre de la guerre polono-soviétique restant en Union soviétique.
6. Membres de l'Organisation militaire polonaise figurant sur la liste spéciale (la plupart d'entre eux n'étaient pas membres de cette organisation).

## Rupture ethnique
Bien que les autorités soviétiques prétendent que les victimes exécutées étaient toutes des Polonais de souche, certaines des personnes tuées étaient également des Biélorusses, des Juifs, des Ukrainiens et des Russes, arrêtés à tort et accusés d'être des Polonais de souche en raison de leurs noms de famille ou de leurs confessions religieuses. 47,3 % du nombre total de « Polonais » arrêtés en Biélorussie étaient en fait des catholiques biélorusses ethniques, dont beaucoup se sont déclarés Polonais dans les années 1920. Ils représentaient 14,2 % des personnes arrêtées lors de l'opération polonaise à travers l'Union soviétique (septembre-novembre 1938). 13,4% des personnes arrêtées étaient des Ukrainiens de souche. 8,8% des personnes arrêtées étaient des Russes ethniques.

## Processus de mise à mort et nombre de morts
Selon les archives du NKVD, 111 091 Polonais et personnes accusées de liens avec la Pologne ont été condamnés à mort et 28 744 condamnés au Goulag ; soit 139 835 victimes au total. Ce nombre constitue 10 % du nombre total de personnes officiellement condamnées pendant la période de la Yejovchtchina, sur la base de documents confirmatifs du NKVD.
Selon l'historien Bogdan Musiał (en) : « On estime que les pertes polonaises en RSS d'Ukraine étaient d'environ 30 %, tandis qu'en RSS de Biélorussie... la minorité polonaise a été presque entièrement anéantie ou déportée. Musiał est également d'avis qu'« il ne semble pas improbable, comme l'indiquent les statistiques soviétiques, que le nombre de Polonais soit passé de 792 000 en 1926 à 627 000 en 1939».
La quasi-totalité des victimes des fusillades du NKVD étaient des hommes d'après Michał Jasiński, la plupart avec des familles. Leurs femmes et leurs enfants ont été traités suivant l'Ordre opérationnel no 00485. Les femmes étaient généralement condamnées à la déportation vers le Kazakhstan pour une durée moyenne de 5 à 10 ans. Les enfants orphelins sans parents disposés à les prendre ont été placés dans des orphelinats pour être élevés en suivant l'idéologie soviétique, sans aucune connaissance de leurs origines. Tous les biens de l'accusé ont été confisqués. Les parents des hommes exécutés - ainsi que leurs beaux-parents - n'avaient plus rien pour vivre, ce qui scellait généralement leur sort. L'extrapolation statistique, écrit Jasiński, augmente le nombre de victimes polonaises en 1937-1938 à environ 200 000 à 250 000 selon la taille de leurs familles.
À Leningrad, le NKVD a examiné les annuaires téléphoniques locaux et arrêté près de 7 000 citoyens dont le nom à consonance polonaise, la grande majorité de ces « suspects » nominaux ont été exécutés dans les 10 jours suivant leur arrestation.
Dans le village de Belostok, dans l'oblast de Tomsk, en Sibérie, 100 hommes d'origine polonaise ont été exécutés et leurs corps jetés dans le fleuve Ob.

## Évaluation
Selon l'historien Michael Ellman (en), « les « opérations nationales » de 1937-38, notamment « l'opération polonaise », peuvent être qualifiées de génocide au sens de la Convention des Nations Unies, bien qu'il n'y ait pas encore de décision juridique sur la question ». Karol Karski soutient que les actions soviétiques contre les Polonais sont un génocide selon le droit international. Il dit que même si l'extermination visait également d'autres nationalités et selon des critères autres que l'ethnicité, tant que les Polonais étaient distingués sur la base de leur appartenance ethnique, cela fait des actions un génocide. L'historien Terry Martin qualifie les « opérations nationales », dont « l'opération polonaise », de nettoyage ethnique et de « terreur ethnique ». Selon Martin, la sélection des nationalités de la diaspora pour les arrestations et les exécutions de masse « frôlait le génocide». L'historien Timothy Snyder qualifie l'opération polonaise de génocidaire : « Il est difficile de ne pas voir l'« Opération polonaise » soviétique de 1937-38 comme génocidaire : des pères polonais ont été abattus, des mères polonaises envoyées au Kazakhstan et des enfants polonais laissés dans des orphelinats, perdant ainsi leur identité polonaise. Alors que plus de 100 000 personnes innocentes ont été tuées sous le prétexte fallacieux d'appartenance à une ethnie déloyale, Staline parlait de « saleté polonaise». » Norman Naimark qualifie la politique de Staline envers les Polonais dans les années 1930 de « génocidaire » mais ne considère pas l'ensemble des Grandes Purges comme génocidaire puisqu'elle visait également des opposants politiques. Simon Sebag Montefiore présente un avis similaire.